# Pythonodipsas carinata
Pythonodipsas carinata is een slang uit de familie Pseudaspididae.

## Naam en indeling
De wetenschappelijke naam van de soort werd voor het eerst voorgesteld door Albert Günther in 1868. Het is de enige soort uit het monotypische geslacht Pythonodipsas. De soortaanduiding carinata betekent vrij vertaald 'voorzien van een kiel' en slaat op de sterk gekielde schubben.

## Uiterlijke kenmerken
De slang bereikt een lichaamslengte van 50 tot maximaal 80 centimeter, het lichaam is cilindrisch. De kop is afgeplat en heeft een sterk driehoekige vorm. De kop is duidelijk te onderscheiden van het lichaam door de aanwezigheid van een insnoering. De ogen zijn relatief groot en hebben een verticale pupil. De slang heeft 21 rijen schubben in de lengte op het midden van het lichaam en onder de staart zijn 41 tot 55 schubben aanwezig. De schubben aan de kop zijn klein en onregelmatig, een dergelijke configuratie komt voornamelijk voor bij andere slangengroepen zoals adders (Viperidae).

## Levenswijze
Pythonodipsas carinata is een bodembewoner die 's nachts actief is. Op het menu staan voornamelijk hagedissen, zoals gekko's en skinken, maar ook knaagdieren worden wel buitgemaakt. De slang is giftig en heeft grote giftanden achter in de kaak. Het dier staat echter niet bekend als agressief en het gif is niet gevaarlijk voor mensen.

## Verspreiding en habitat
De soort komt voor in delen van Afrika en leeft in de landen Namibië, Angola en mogelijk in Zambia. De habitat bestaat uit droge savanne, rotsige omgevingen en woestijnen. De soort is aangetroffen op een hoogte van ongeveer 300 tot 1500 meter boven zeeniveau.

## Beschermingsstatus
Door de internationale natuurbeschermingsorganisatie IUCN is de beschermingsstatus 'veilig' toegewezen (Least Concern of LC).